# به‌تو (بازیکن فوتبال، زاده ۱۹۷۳)
والبرتو آموریم دوس سانتوس (به پرتغالی: Valberto Amorim dos Santos) هافبک اهل برزیل است که در شهر سانتوس و در تاریخ ۱۶ مارس ۱۹۷۳ به دنیا آمده‌است.
به‌تو در تیم‌های فوتبال Portuguesa Santista، باشگاه فوتبال مونتدیو یاماگاتا، Portuguesa Santista, Inter Limeira سابقهٔ حضور دارد.